# Thabo Sefolosha
Thabo Patrick Sefolosha (* 2. Mai 1984 in Vevey, Kanton Waadt) ist ein ehemaliger Schweizer Basketballspieler. Er war der erste Schweizer in der NBA.

## Kindheit und Jugend
Sefolosha ist der Sohn eines südafrikanischen Musikers und einer Schweizer Künstlerin. Schon früh wurden Scouts auf das Ausnahmetalent aufmerksam. Besonders seine Leistung als Liganeuling bei Vevey Riviera Basket in der Schweizer Nationalliga A und seine Auftritte in der Nationalmannschaft machten Sefolosha früh zu einem Talent mit möglicher NBA-Zukunft. Allerdings wurde es auch immer offensichtlicher, dass Sefolosha eine neue Herausforderung brauchte, diese fand er bei Élan Sportif Chalonnais, einem Basketballverein aus der ersten französischen Liga.

## Zeit in Frankreich und Italien
Während seiner Zeit in Chalon-sur-Saône bekam Thabo Sefolosha anfangs kaum Spielminuten und stellte sich später der U21-Mannschaft zur Verfügung. Mit der Zeit jedoch setzte er sich durch, und mit seinem Wechsel zum italienischen Erstligisten Pallacanestro Biella geriet der junge Schweizer verstärkt ins Blickfeld der NBA.

## NBA
Im Alter von 22 Jahren stellte sich Sefolosha für die NBA-Draft 2006 zur Verfügung und wurde von den Philadelphia 76ers an 13. Stelle ausgewählt, die ihn sofort an die Chicago Bulls für Rodney Carney, eine Ablösesumme und ein Zweitrundenauswahlrecht im Jahr 2007 weitergaben. In seiner Rookie-Saison bestritt Sefolosha auf Anhieb 71 Saisonspiele, davon vier in der Starting Five, und erzielte als vierter Guard hinter Ben Gordon, Kirk Hinrich und Chris Duhon bei durchschnittlich 12 Minuten Einsatzzeit 3,6 Punkte pro Spiel. Die Bulls erreichten die Playoffs, wo sie den amtierenden Meister Miami Heat in vier Spielen schlugen, aber dann gegen die Detroit Pistons in sechs Spielen unterlagen. In seiner zweiten Saison erzielte er in 69 Saisonspielen (in 22 Partien stand er in der Anfangsaufstellung) 6,7 Punkte pro Spiel in fast 21 Minuten durchschnittlicher Spielzeit. Die Bulls verpassten dennoch die Playoffs.
In seiner dritten Saison 2008/09 wurde Sefolosha Mitte der Saison von den Bulls zum Oklahoma City Thunder transferiert. Die Bulls erhielten im Gegenzug ein Erstrunden-Draftrecht für 2009. Sefolosha wurde in der Mannschaft um All-Star Kevin Durant Stammspieler und stand regelmässig in der Anfangsaufstellung. Er verbesserte sich auf 8,5 Punkte und mehr als fünf Rebounds pro Spiel und hielt Durant mit konsequenter Verteidigung den Rücken frei. In der Folgesaison erreichte Oklahoma City unter der Leitung von Coach Scott Brooks mit 50 Saisonsiegen die Playoffs, wo Sefolosha „nur“ durchschnittlich sechs Punkte erzielte, aber für seine Verteidigungsleistungen ins NBA All-Defensive Second Team gewählt wurde. Oklahoma City schied trotzdem in der ersten Runde gegen den späteren Meister Los Angeles Lakers aus. In der Saison 2010/11 gewann der Thunder 55 Spiele und erreichte die Finalserie der Western Conference, schied dort aber gegen den späteren Meister Dallas Mavericks aus. Während des Lockouts in der NBA im Jahr 2011 hatte Sefolosha einen kurzen Auftritt bei Fenerbahçe Ülker. Er bestritt sein erstes Spiel für FB Ülker am 10. Oktober 2011 gegen Caja Laboral und sein letztes Spiel am 1. Dezember 2011 gegen Olympiakos Piräus. In der Euroleague bestritt der Schweizer sieben Spiele für Fenerbahçe Ülker, in denen er im Schnitt 11,4 Punkte je Begegnung erzielte.

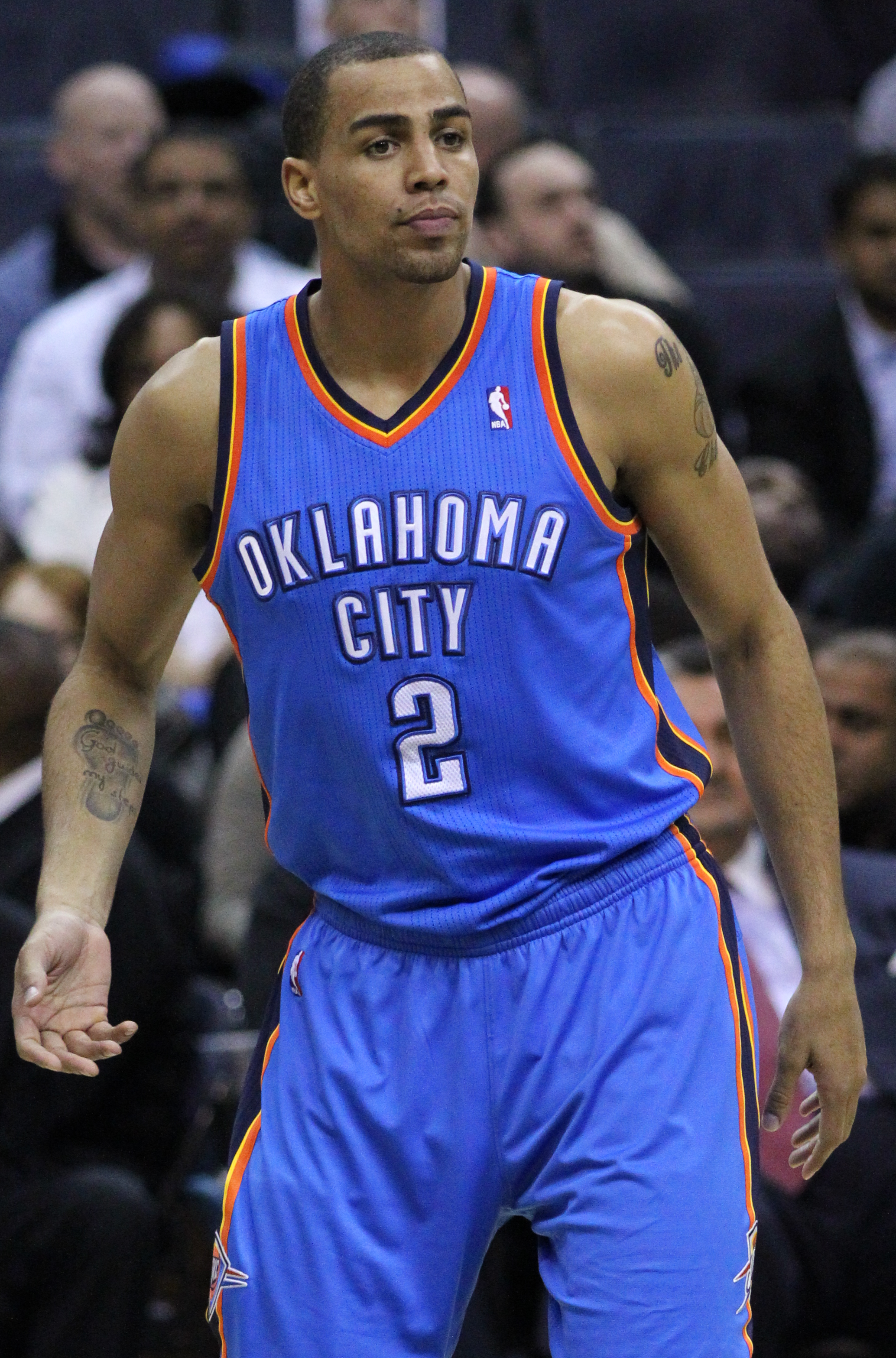
Thabo Sefolosha, 2011

Nach Ablauf seines Vertrages beim Thunder im Sommer 2014 wechselte Sefolosha innerhalb der NBA und unterschrieb einen Vertrag über drei Jahre bei den Atlanta Hawks. Sefolosha spielte drei Jahre für die Hawks, bei denen er ein wichtiger Teil der Spielerrotation von Trainer Mike Budenholzer war. Im Sommer 2017 wechselte er zu den Utah Jazz, wo Sefolosha einen mit 10,5 Millionen Dollar dotierten Zweijahresvertrag unterschrieb. Sefolosha erlitt am 12. Januar 2018 im Spiel gegen die Charlotte Hornets einen Bänderriss und fiel nach einer Operation für den Rest der Saison aus. Nach einem Verstoss gegen die Betäubungsmittelrichtlinien im Sinne des Collective Bargaining Agreements (CBA) zwischen Liga und Spielergewerkschaft NBPA wurde Sefolosha im April 2018 für fünf Spiele unbezahlt gesperrt. Aufgrund der Höhe der Strafe wurde Marihuana-Konsum im zweiten Wiederholungsfall kolportiert.
Im Herbst 2019 schliesslich unterschrieb Sefolosha einen mit 2,56 Millionen Dollar dotierten Einjahresvertrag mit den Houston Rockets. Damit spielten die bis dahin einzigen Schweizer NBA-Basketballer Sefolosha und Clint Capela im selben Verein. Sefolosha, der erste Schweizer in der NBA, war der Grund dafür, dass Capela einst mit der Sportart angefangen hatte. Als die NBA nach dem Unterbruch wegen der COVID-19-Pandemie ihren Spielbetrieb Ende Juli 2020 in einer «Blase» in Orlando (Bundesstaat Florida) wiederaufnahm, verzichtete Sefolosha auf eine Teilnahme – ihm entgingen schätzungsweise 200 000 bis 400 000 Dollar. Sefolosha erachtete das Unterfangen als widersinnig und nicht vereinbar mit seinen Pflichten als Familienvater. Die NZZ sah darin eine Schärfung seines Profils als reflektierter und kritischer Sportler.

## Zurück in der Schweiz
Ende März 2021 beendete Sefolosha seine Laufbahn, nachdem er zuvor mehr als ein Jahr vereinslos gewesen war.
Im August 2022 trat Sefolosha bei der Schweizer Nationalmannschaft das Amt des technischen Beraters an. Ende Januar 2023 wurde er wieder als Spieler tätig, um bis zum Ende der Saison 2022/23 den Erstligisten Vevey Riviera Basket zu verstärken. Sein letztes Spiel bestritt er im Mai 2023. Sefolosha wurde anschliessend beim Schweizer Basketballverband als Verantwortlicher für die Spielerentwicklung tätig.

## Auszeichnungen
- NBA All-Defensive Second Team 2010
- Newcomer des Jahres 2007

## Polizeigewalt
Im April 2015 wurde Atlanta Hawk Sefolosha zusammen mit seinem Mannschaftskameraden Pero Antić wegen Behinderung der Behörden ausserhalb einer Diskothek in Manhattan verhaftet, als die Polizei eine Strassenfront räumen wollte, nachdem dort Chris Copeland von den Indiana Pacers niedergestochen worden war. Antić wurde gar nicht angeklagt, Sefolosha bot man eine Einstellung des Verfahrens an, was dieser jedoch ablehnte. Eine Jury sprach Sefolosha, dem im Zuge der Verhaftung das Wadenbein gebrochen worden war, ein halbes Jahr später von allen Vorwürfen frei. Die Hawks verloren ohne ihn die Eastern Conference-Finalserie mit 0:4-Siegen gegen die Cleveland Cavaliers. Sefolosha, der wegen seiner Verletzung wenigstens diese Playoff-Serie der Hawks verpasst hatte und den Bruch als karriereverkürzend bezeichnete, zitierte die Stadt New York nach seinem Freispruch wegen Freiheitsberaubung, exzessiver Gewaltanwendung und Verletzung seiner Bürgerrechte vor ein Bundesgericht. Ohne Zugeständnis der eigenen Schuld zahlte die Stadt New York im April 2017 vier Millionen Dollar in einer außergerichtlichen Einigung an Sefolosha.
Anlässlich des Todes von George Floyd äusserte er sich öffentlich über Polizeigewalt und die Proteste in den USA.

## Privates
Sefolosha ist Vater von zwei Töchtern.